# Mirko Turri
Mirko Turri (Verona, 29 giugno 1981) è un ex bobbista italiano.

## Biografia
Nato nel 1981 a Verona, ha iniziato a praticare il bob nel 2003, a 22 anni.
Il 17 dicembre 2006 ha ottenuto un podio in Coppa del Mondo, un 3º posto dietro Russia e Lettonia a Lake Placid, negli Stati Uniti, nel bob a quattro insieme a Giordani, Santarsiero e Tosini. 
Nel 2007 ha preso parte ai Mondiali di St. Moritz nel bob a quattro, insieme a Giordani, Santarsiero e Tosini, terminando 19º in 4'24"24.
A 28 anni ha partecipato ai Giochi olimpici di Vancouver 2010, nella gara a quattro insieme a Simone Bertazzo, Samuele Romanini e Danilo Santarsiero, chiudendo 9º con il tempo totale di 3'26"25.
Ha chiuso la carriera nel 2010, a 29 anni.